# ReliXIV
ReliXIV es un álbum de estudio de la banda de thrash metal estadounidense Overkill, lanzado en el 2005. A finales del año 2007, ReliXIV había vendido alrededor de 16 000 copias en los Estados Unidos.

## Lista de canciones
1. "Within Your Eyes" - 6:06
2. "Love" - 5:40
3. "Loaded Rack" - 4:43
4. "Bats in the Belfry" - 4:47
5. "A Pound of Flesh" - 3:37
6. "Keeper" - 5:12
7. "Wheelz" - 5:10
8. "The Mark" - 5:54
9. "Play the Ace" - 5:34
10. "Old School" - 3:51

## Créditos
- Bobby "Blitz" Ellsworth – Voz
- Dave Linsk – Guitarra
- Derek Tailer – Guitarra
- D. D. Verni – Bajo
- Tim Mallare – Batería